# هفتتششمة غلام آباد (مقاطعة دلفان)
هفتتششمة غلام‌آباد (بالفارسية: هفت‌چشمه غلام‌آباد) هي قرية تقع في قسم كاكاوند الشرقي الريفي (مقاطعة دلفان) في إيران.